# Tentativa de golpe de Estado no Chade em 2006
A tentativa de golpe de Estado no Chade em 2006 foi uma tentativa de golpe de Estado contra o presidente chadiano Idriss Déby, que foi frustrada na noite de 14 de março de 2006.

## Histórico
De acordo com fontes estatais em 14 de março de 2006 um grupo militar planejou derrubar uma aeronave na qual Idriss Déby estava. O presidente voltava para Jamena da cúpula internacional da Comunidade Económica e Monetária da África Central (CEMAC), que ocorreu em Bata, Guiné Equatorial.
O golpe envolveu membros do exército chadiano, liderados pelos irmãos Tom e Timane Erdimi, dois oficiais de alto escalão que tentaram depor Déby em 2004 e o ex-general Seby Aguid. O ministro da segurança, Routouang Yoma Golom, declarou aos jornalistas que havia "cerca de 100 membros das forças armadas envolvidos neste golpe que foram presos. Eles serão levados a julgamento... A situação está totalmente sob controle e a calma retornou. O chefe de Estado foi pessoalmente várias vezes aos campos militares para restaurar a ordem."
De acordo com a declaração do governo, as forças de defesa e de segurança frustraram os planos dos terroristas e os perseguiram. 
Os soldados rebeldes fugiram em sete veículos depois que os soldados leais ao presidente frustraram sua tentativa. Dois dos veículos foram parados e "seus ocupantes neutralizados". Os veículos restantes fugiram para a parte oriental do país enquanto eram perseguidos pelas forças chadianas. O Ministro das Comunicações e da Cultura e porta-voz do Governo, Hourmadji Moussa Doumngor, afirmou que aqueles que organizaram o golpe foram ex-militares e funcionários civis do governo que viviam em Burkina Faso, Camarões, Sudão e Estados Unidos.  Também acusou o Sudão de apoiar os rebeldes chadianos, o que o país imediatamente negou.
Em 16 de março de 2006, os rebeldes chadianos anunciaram que seu objetivo era impedir as eleições presidenciais agendadas para 3 de maio de 2006. Na eleição, o presidente Déby, pela terceira vez, buscava a presidência depois de alterar a constituição e abolir o mandato presidencial de dois períodos. As autoridades estatais declararam que as eleições não seriam adiadas e aconteceriam dentro do prazo.   Em 21 de março de 2006, as autoridades anunciaram que haviam prendido cem rebeldes, ligados ao ataque frustrado ao avião do presidente. 